# チカラウタ
『チカラウタ』は、日本テレビ系列で2015年10月18日から2017年12月24日まで放送されていた、音楽トークバラエティ番組。放送時間は日曜17:00 - 17:25（JST）。

## 概要
- 2015年4月12日から同年9月27日まで放送された音楽バラエティ番組『キャラオケ18番』をリニューアルした後継番組。
- 毎週ゲストを迎え、人生のターニングポイントで鳴った名曲の数々を有名人が㊙エピソードと共に語り合う。
- 番組MCは『キャラオケ18番』同様、小山慶一郎（NEWS）と羽鳥慎一が担当する。
- 2017年4月26日に初の1時間スペシャルとしてプラチナイト枠にて放送。

## 出演者
主宰
- 小山慶一郎（NEWS）

常連客
- 羽鳥慎一（フリーアナウンサー）

コンシェルジュ
- 岩本乃蒼（日本テレビアナウンサー）

## テーマ曲
オープニングテーマ：Kasabian「Fire」

## スタッフ
- 演出：井上尚也
- ナレーター：佐藤政道
- 構成：桜井慎一、アリエシュンスケ、成瀬正人
- TM：今村公威
- SW：望月達史、蔦佳樹
- CAM：佐藤裕司、田代義昭、高松里恵
- MIX：太田黒健至
- VE：吉﨑慶、飯島友美
- 照明：小笠原雅登、長谷川剛史、高星武志
- 美術：大川明子
- デザイン：栗原純二、平岡真穂
- 大道具：才原裕二
- 小道具：伊沢英樹
- 電飾：鈴木雄蒔
- モニター：ジャパンテレビ
- 技術協力：日テレ・テクニカル・リソーシズ
- 美術協力：日本テレビアート
- 編集：武井大彰、川奈部野和（スタジオヴェルト）
- MA：眞坂聡美（スタジオヴェルト）
- TK：木下渚
- 音効：加藤つよし
- CG：谷篤
- リサーチ：ライダース・オフィス
- スタイリスト：井上理愛、吉田幸弘
- デスク：小原麻実
- AD：古川文彦、米村公佑（毎週）、野島彩希（週替り）
- AP：井手茶智、北村桃子
- ディレクター：來住優子、木村元継（週替り）/利根川広毅（毎週）
- チーフディレクター：木下昌洋
- プロデューサー：前田直敬、江成真二、吉田一浩、大橋あり、切替愛（江成→2016年6月5日-、切替→2017年12月3日-）
- チーフプロデューサー：伊東修
- 制作協力：モスキート、いまじん、日企（日企→2017年12月3日-）
- 製作著作：日本テレビ

### 過去のスタッフ
- 演出：川口信洋
- ナレーター：ショーンK
- AD：山田和希、須原翔、山下達磨、岡史哲、松本恒樹、望月美波、西田志帆、國府田亨、小田葉月、長谷川智也、廣本諒介、藤井和真、茂原大地
- AP：稲葉芳士、永森有希野、本橋亜土、高尾あずみ、田上明日香
- ディレクター：渡邊友一郎、松本匡貴、杉本泰規、橋村和幸、飯塚翔、仲西正樹、伊藤茉莉衣、稲元雅俊
- チーフディレクター：伊藤航、岩本智也（2人共→以前は、演出）
- プロデューサー：八木田祐子、黒岩敏一、村越多恵子（村越→2016年6月5日-2017年11月26日、以前は、AP）
- 統括プロデューサー：川邊昭宏
- 制作協力：ゴットキッズ

## ネット局
| 放送対象地域   | 放送局                    | 系列                          | 放送日時                     | 放送期間                        | ネット状況 |
| -------------- | ------------------------- | ----------------------------- | ---------------------------- | ------------------------------- | ---------- |
| 関東広域圏     | 日本テレビ（NTV）         | 日本テレビ系列                | 日曜 17:00 - 17:25           | 2015年10月18日 -2017年12月24日  | 制作局     |
| 徳島県         | 四国放送（JRT）           | 日本テレビ系列                | 金曜 1:29 - 1:54（木曜深夜） | 2015年10月23日 - 2017年12月29日 | 遅れネット |
| 長野県         | テレビ信州（TSB）         | 日本テレビ系列                | 金曜 1:44 - 2:14（木曜深夜） | 2015年10月23日 - 2017年12月29日 | 遅れネット |
| 中京広域圏     | 中京テレビ（CTV）         | 日本テレビ系列                | 土曜 0:30 - 0:55（金曜深夜） | 2015年10月24日 -                | 遅れネット |
| 山形県         | 山形放送（YBC）           | 日本テレビ系列                | 日曜 1:05 - 1:30（土曜深夜） | 2015年10月25日 -                | 遅れネット |
| 熊本県         | くまもと県民テレビ（KKT） | 日本テレビ系列                | 月曜 1:30 - 1:55（日曜深夜） | 2015年10月25日 -                | 遅れネット |
| 長崎県         | 長崎国際テレビ（NIB）     | 日本テレビ系列                | 日曜 0:55 - 1:25（土曜深夜） | 2015年10月25日 -                | 遅れネット |
| 新潟県         | テレビ新潟（TeNY）        | 日本テレビ系列                | 日曜 1:20 - 1:45（土曜深夜） | 2015年10月25日 -                | 遅れネット |
| 北海道         | 札幌テレビ（STV）         | 日本テレビ系列                | 日曜 1:20 - 1:45（土曜深夜） | 2015年10月25日 -                | 遅れネット |
| 福島県         | 福島中央テレビ（FCT）     | 日本テレビ系列                | 金曜 10:25 - 10:55           | 2015年10月25日 -                | 遅れネット |
| 鹿児島県       | 鹿児島読売テレビ（KYT）   | 日本テレビ系列                | 金曜 2:07 - 2:32（木曜深夜） | 2015年10月25日 -                | 遅れネット |
| 石川県         | テレビ金沢（KTK）         | 日本テレビ系列                | 木曜 1:40 - 2:05（水曜深夜） | 2015年10月25日 -                | 遅れネット |
| 秋田県         | 秋田放送（ABS）           | 日本テレビ系列                | 日曜 1:55 - 2:20（土曜深夜） | 2015年10月26日 -                | 遅れネット |
| 宮城県         | ミヤギテレビ（MMT）       | 日本テレビ系列                | 火曜 1:34 - 1:59（月曜深夜） | 2015年10月27日 -                | 遅れネット |
| 大分県         | テレビ大分（TOS）         | 日本テレビ系列 フジテレビ系列 | 金曜 1:29 - 1:54（木曜深夜） | 2015年10月27日 -                | 遅れネット |
| 岩手県         | テレビ岩手（TVI）         | 日本テレビ系列                | 水曜 0:54 - 1:19（火曜深夜） | 2015年10月28日 -                | 遅れネット |
| 香川県・岡山県 | 西日本放送（RNC）         | 日本テレビ系列                | 水曜 1:59 - 2:24（火曜深夜） | 2015年10月28日 -                | 遅れネット |
| 富山県         | 北日本放送（KNB）         | 日本テレビ系列                | 木曜 1:29 - 1:59（水曜深夜） | 2015年10月29日 -                | 遅れネット |
| 福岡県         | 福岡放送（FBS）           | 日本テレビ系列                | 金曜 2:10 - 2:35（木曜深夜） | 2015年10月29日 -                | 遅れネット |
| 鳥取県・島根県 | 日本海テレビ（NKT）       | 日本テレビ系列                | 木曜 2:05 - 2:30（水曜深夜） | 2015年10月29日 -                | 遅れネット |
| 近畿広域圏     | 読売テレビ（ytv）         | 日本テレビ系列                | 月曜 2:32 - 3:05（日曜深夜） | 2015年10月29日 -                | 遅れネット |
| 高知県         | 高知放送（RKC）           | 日本テレビ系列                | 木曜 10:25 - 10:55           | 2015年10月29日 -                | 遅れネット |
| 広島県         | 広島テレビ（HTV）         | 日本テレビ系列                | 土曜 2:15 - 2:40（金曜深夜） | 2015年10月29日 -                | 遅れネット |
| 愛媛県         | 南海放送（RNB）           | 日本テレビ系列                | 木曜 10:25 - 10:55           | 2015年10月30日 -                | 遅れネット |
| 山口県         | 山口放送（KRY）           | 日本テレビ系列                | 金曜 1:24 - 1:49（木曜深夜） | 2015年10月30日 -                | 遅れネット |
| 山梨県         | 山梨放送（YBS）           | 日本テレビ系列                | 金曜 1:25 - 1:50（木曜深夜） | 2015年10月30日 -                | 遅れネット |
| 福井県         | 福井放送（FBC）           | 日本テレビ系列 テレビ朝日系列 | 金曜 1:30 - 1:55（木曜深夜） | 2015年10月30日 -                | 遅れネット |
| 静岡県         | 静岡第一テレビ（SDT）     | 日本テレビ系列                | 金曜 1:34 - 1:59（木曜深夜） | 2015年10月30日 -                | 遅れネット |
| 青森県         | 青森放送（RAB）           | 日本テレビ系列                | 日曜 1:25 - 1:50（土曜深夜） | 2015年11月15日                  | 遅れネット |

### 備考
- 日本テレビにて、日曜日の16:55まで野球中継が組まれている場合、延長オプションがつく関係で、当日の本番組は野球中継延長の有無にかかわらず休止。